# Szaplonczay Manó

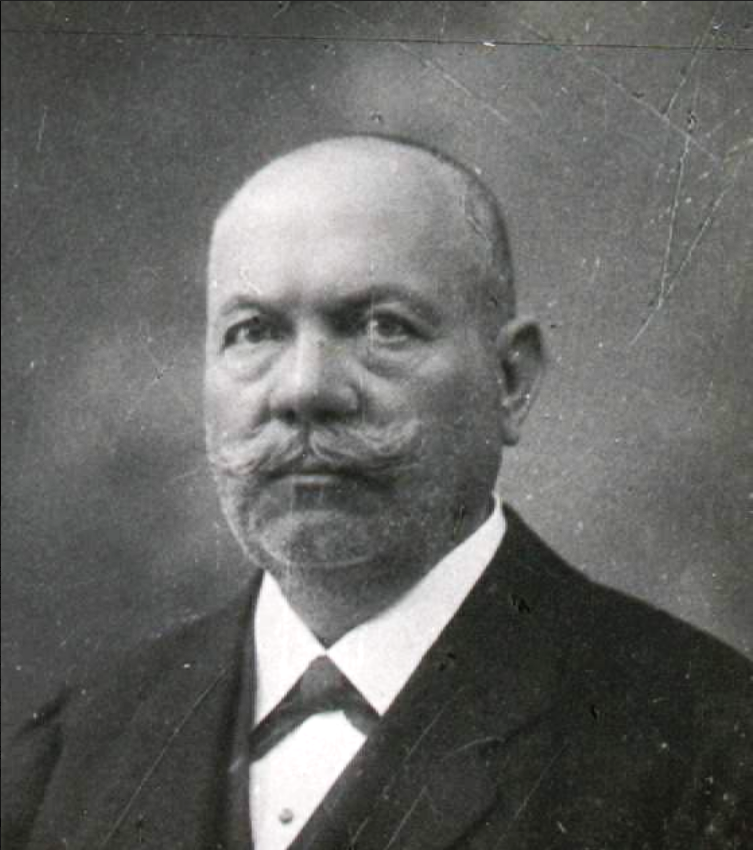
Szaplonczay Manó 1902 körül

Szaplonczai Szaplonczay Manó (Csetfalva, 1856. október 11. – Kaposvár, 1916. szeptember 3.) magyar orvos, Somogy vármegye tisztifőorvosa, „A Balaton nagy rajongója, Bélatelep alapítója” volt.

## Élete, munkássága
Szaplonczay Emmánuel néven született a Tisza jobb partján fekvő Csetfalván, Bereg vármegyében, Kárpátalján. Elemi iskoláit Máramarosszigeten járta, majd a Debreceni Református Kollégiumba került, ahol Tisza István diáktársa és barátja lett. Tanulmányait Budapesten folytatta, 1882-ben orvosdoktori diplomát szerzett. Még abban az évben megnősült és Marcaliban vállalt községi orvosi állást. 1883-ban a marcali járás tiszti főorvosának nevezték ki. Első felesége hirtelen halálát követően 1884-ben újra megnősült. A községi ispotály betegeit is gyógyította, és kezdettől fogva sokat tett a járási közkórház létrehozásáért, melynek 1890-ben első igazgatója lett. 1891-ben Kaposvárra költözött, mivel pályázat eredményeképpen Somogy  vármegye tisztifőorvosává nevezték ki, hivatalát haláláig, negyedszázadon át töltötte be.
Orvosi működése sokrétű volt: belgyógyászként, sebészként, szülészként és közegészségügyi tisztiorvosként dolgozott. A népbetegségek és fertőzések leküzdésére nagy gondot fordított, védőoltásokat vezetett be Somogyban t. k. a himlő és a diftéria ellen. Foglalkozott a tuberkulózis és az elmebetegségek elleni küzdelemmel, továbbá népesedési kérdésekkel és a bábaképzés előmozdításával is.
Orvosi tevékenysége mellett nevét a balatoni fürdőkultúra fellendítése terén szerzett érdemei őrizték meg. Gróf Zichy Béla földbirtokos uradalmának jószágigazgatója, Perlaky József a  Lengyeltótiban fekvő birtokról – miközben ellenőrizte az uradalomhoz tartozó fonyódi majort – hintókkal kirándulásokat szervezett  az 1861-ben átadott Déli Vasút 103-as, a fonyódi  Vár-hegy tövében levő őrházához, melyet öltözőnek használva az úri társaság kellemes nyári napokat töltött a ma is a tó egyik legszebb strandjául szolgáló partszakaszon. Szaplonczay Manó kezdeményezésére a gróf a hegyen levő birtokán mérsékelt áron kiparcellázott 32 telket, ahol villák épültek, és az 1894-ben Kaposváron a tiszti főorvos vezetésével megalakult Fonyódi Fürdő Társaságnak ajándékozott 70 holdnyi erdőt, melyből 16 holdnyi park létesült.
A Zichy Béla gróf tiszteletére Bélatelepnek elnevezett villasoron 1894-ben elsőként a Szaplonczay-villa épült fel, mely a Bartók Béla út 24. szám alatt ma is áll. A köztiszteletben álló tisztifőorvos szívbetegsége 1916-ban rosszabbra fordult. Kívánságára betegsége során is a balatoni villájában tartózkodott. Családja az utolsó napokban Kaposvárra vitte, ott érte a halál, de végső nyughelye Fonyódon van, a Zichy Béla által a családnak adományozott területen, a Várhegyi erdőben.

## Emlékezete

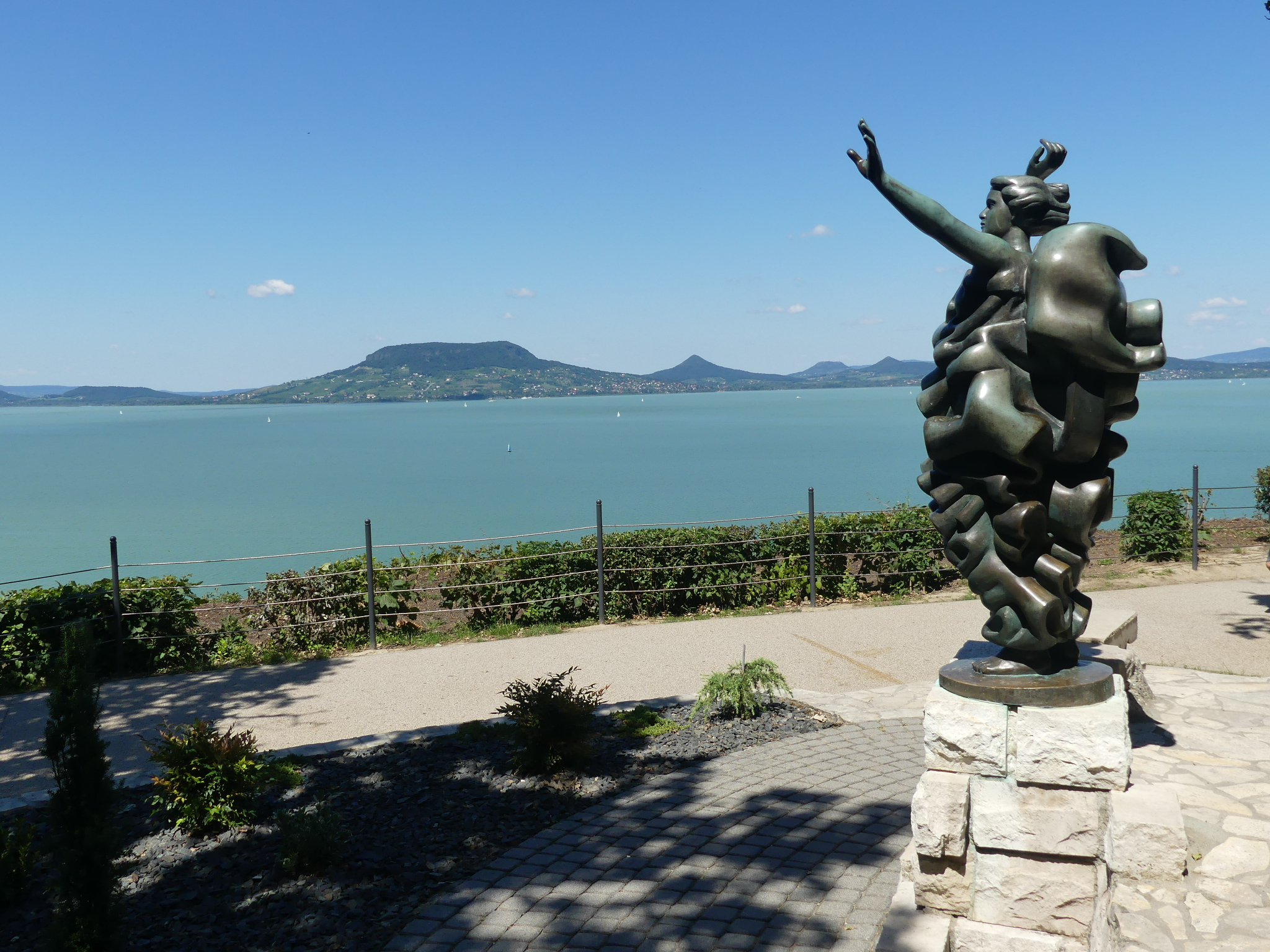
A Szaplonczay sétány Fonyódon

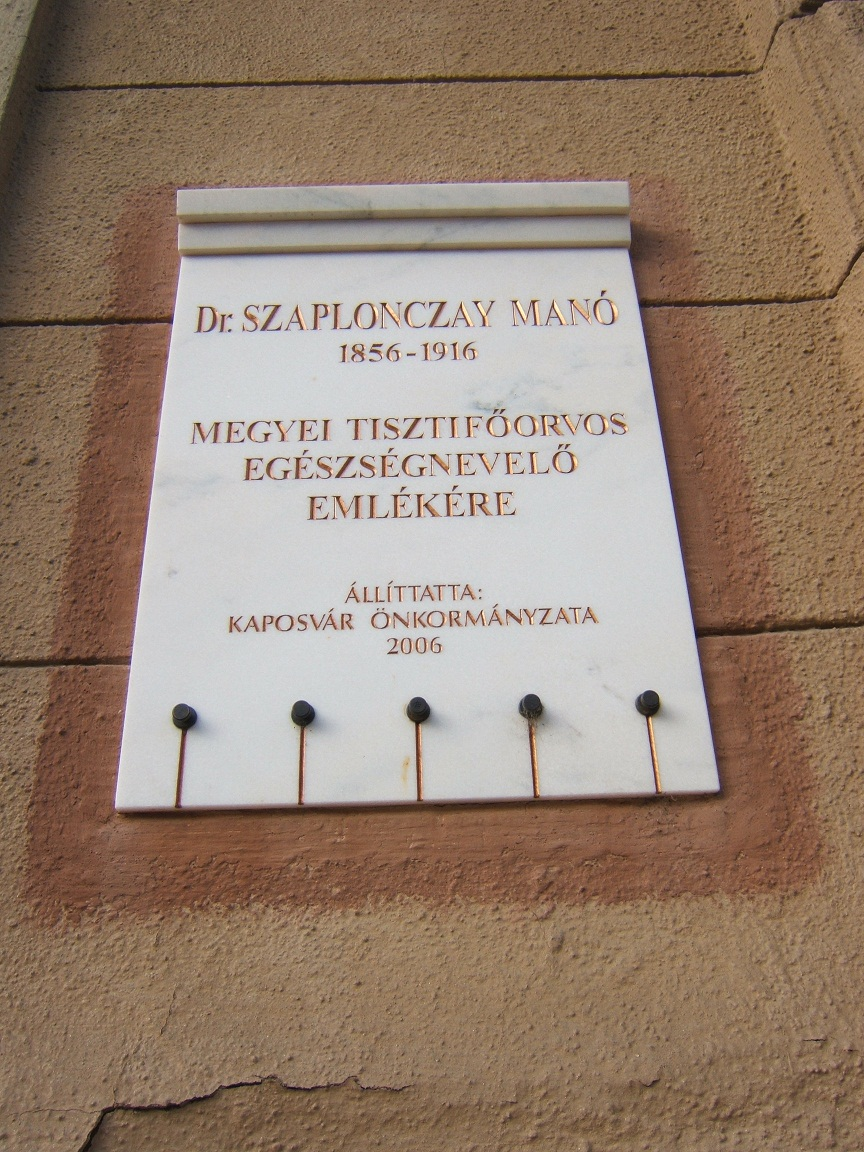
Emléktáblája Kaposváron

A mai Fonyód-Bélatelep Vár-hegyen fekvő villasora (Bartók Béla út) előterében levő, a Balaton talán legszebb panorámáját nyújtó sétány Szaplonczay Manó nevét viseli. Itt, villája közelében 1934-ben emlékoszlopot állítottak, melyen a világháború idején eltűnt táblát 1976-ban a ma látható, Kiss László René szobrászművész alkotta domborművű képmással pótolták. Szaplonczay Manó dr. nem a kaposvári családi sírboltban, hanem a számára oly kedves Vár-hegyi erdőben nyugszik, fehér márvány síremléke a balatoni fürdőkultúra nagy becsben tartott emlékhelye.
2006-ban Kaposváron, a Fő utca 55. számú ház falán emléktáblát avattak emlékére.
2016-ban az ő nevét vette fel a marcali kórház.